# Neovulturnus vultuosus
Neovulturnus vultuosus är en insektsart som beskrevs av George Willis Kirkaldy 1907. Neovulturnus vultuosus ingår i släktet Neovulturnus och familjen dvärgstritar. Inga underarter finns listade i Catalogue of Life.